# Lucie Mitchell
Pour les articles homonymes, voir Mitchell.
Lucie Mitchell, née à Ottawa le 9 décembre 1911 et morte à Montréal le 12 février 1988 , est une actrice québécoise

## Biographie
Son rôle de Marie-Louise dans La Petite Aurore, l'enfant martyre l'a longtemps associée à des rôles de femmes méchantes et acariâtres.

## Filmographie
- 1952 : La Petite Aurore, l'enfant martyre : Marie-Louise
- 1955 - 1958 : Cap-aux-sorciers (série télévisée) : Edwidge
- 1958 : Les Mains nettes : Mlle Tremblay
- 1959 : L'Immigré
- 1959 : Les Brûlés : Bernadette Hamelin
- 1959 - 1963 : Joie de vivre (série télévisée) : Madame Larivière
- 1965 : La Corde au cou : La mère de Léo
- 1974 : Le Grand Voyage
- 1974 : Night Cap
- 1976 : Parlez-nous d'amour : Fan de Jeannot
- 1976 - 1979 : Grand-Papa (série télévisée) : Frezildee
- 1980 : Ça peut pas être l'hiver, on n'a même pas eu d'été : La tante
- 1982 : La Quarantaine
- 1984 : Les Petites cruautés, court métrage de Michel Bouchard : divers rôles